# Real Club Deportivo España
Il Real Club Deportivo España è una società calcistica honduregna di San Pedro Sula che milita nella Liga Nacional. La squadra è stata dieci volte campione honduregna e ha partecipato alla CONCACAF Champions League.

## Storia
Il 14 luglio 1929 nelle aule della scuola "Ramon Rosa" di San Pedro Sula fu fondato l'España Club. Il primo presidente della squadra fu Hugo Soto Escoto. Nel 1933 la squadra vinse il suo primo trofeo, che fu donato all'allora sindaco della città.
La società nel 1977 ricevette dal re Juan Carlos I di Spagna l'onorificenza di "Real", ed è l'unica squadra americana a detenere questo titolo.

## Simboli
I colori sociali del club sono il giallo ed il nero, ma in onore della Nazionale spagnola è stata adottata una divisa con i colori delle Furie rosse per celebrare la vittoria del campionato mondiale di calcio 2010.
La mascotte è cambiata molte volte. Si è passati da un gufo a un robot che si trasforma in locomotiva con i colori del club.

## Stadio
Lo stadio del Real España è il Francisco Morazán di San Pedro Sula. Può ospitare fino a 18.000 spettatori a sedere e tutti al coperto.

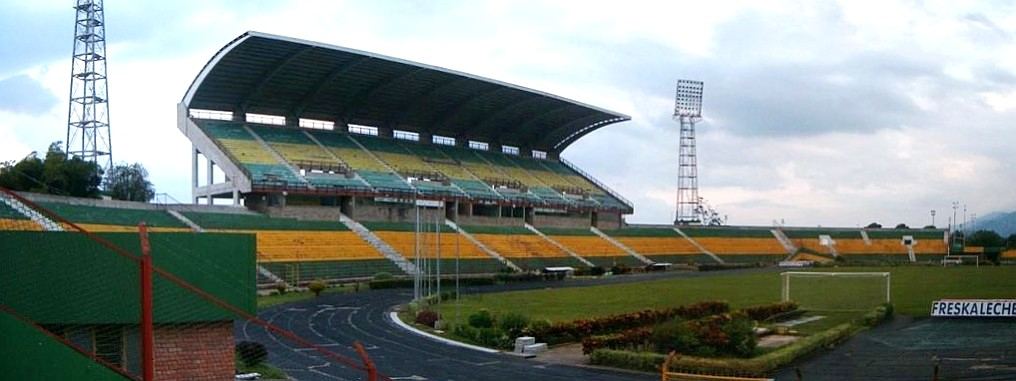
Il "Francisco Morazán" di San Pedro Sula

## Palmarès

### Trofei nazionali
- Liga Nacional: 12

1974-1975, 1975-1976, 1976-1977, 1980-1981, 1988-1989, 1990-1991, 1993-1994, Apertura 2003-2004, Clausura 2006-2007, Apertura 2010-2011, Apertura 2013-2014, Apertura 2017-2018
- Coppa dell'Honduras: 2

1972, 1992

### Trofei internazionali
- Copa Interclubes UNCAF: 1

1991
- Torneo Fraternidad: 1

1982

### Altri piazzamenti
- Liga Nacional: secondo posto

1977-1978, 1978-1979, 1986-1987, 1989-1990, 1991-1992, 1995-1996, Apertura 1997-1998, 1998-1999, Apertura 2008-2009, Clausura 2008-2009
- Copa de Honduras:

Finalista: 1968
- CONCACAF Champions' Cup:

Semifinalista: 1991
- Coppa delle Coppe CONCACAF:

Finalista: 1993
- Copa Interclubes UNCAF:

Finalista: 1979
Terzo posto: 1998, 2000

## Rosa 2013
| N. |                     | Ruolo | Calciatore            |
| -- | ------------------- | ----- | --------------------- |
| 1  | Honduras (bandiera) | P     | Kevin Hernández       |
| 2  | Honduras (bandiera) | D     | Marlon Peña           |
| 4  | Honduras (bandiera) | D     | Hilder Colón          |
| 5  | Honduras (bandiera) | D     | Wilfredo Barahona     |
| 7  | Honduras (bandiera) | C     | Franco Guity          |
| 8  | Uruguay (bandiera)  | C     | Julio Pablo Rodríguez |
| 9  | Uruguay (bandiera)  | C     | Claudio Lobariñas     |
| 10 | Honduras (bandiera) | A     | Luis Roberto Lobo     |
| 11 | Honduras (bandiera) | A     | Kervin Johnson        |
| 12 | Honduras (bandiera) | C     | Gerson Rodas          |
| 13 | Honduras (bandiera) | A     | Franco Guity          |
| 14 | Honduras (bandiera) | D     | Éver Alvarado         |
| 16 | Honduras (bandiera) | C     | Miguel Angel Castillo |
| 17 | Honduras (bandiera) | C     | Aldo Oviedo           |
| 18 | Honduras (bandiera) | D     | David Roura           |

| N. |                        | Ruolo | Calciatore                |
| -- | ---------------------- | ----- | ------------------------- |
| 19 | El Salvador (bandiera) | A     | Léster Blanco             |
| 20 | Argentina (bandiera)   | A     | Jonathan Hansen           |
| 21 | Honduras (bandiera)    | D     | Daniel Tejeda             |
| 22 | Uruguay (bandiera)     | P     | Elmer Canales             |
| 23 | Honduras (bandiera)    | C     | Edder Delgado             |
| 25 | Honduras (bandiera)    | A     | Carlos Pavón              |
| 26 | Honduras (bandiera)    | A     | Julio Ernesto Canales     |
| 28 | Honduras (bandiera)    | C     | Henry Acosta              |
| 29 | Honduras (bandiera)    | D     | José Danilo Tobías        |
| 30 | Honduras (bandiera)    | D     | Jeffri Flores             |
| 31 | Honduras (bandiera)    | P     | José Rafael Zúniga        |
| 33 | Honduras (bandiera)    | D     | Harlinton Gutiérrez       |
| 40 | Honduras (bandiera)    | A     | Cristopher Jared Urmeneta |
|    | Honduras (bandiera)    | C     | Bryan Acosta              |

## Organico 2011-2012

### Staff tecnico
- Allenatore:  Mario Zanabria
- Vice-Allenatore:  Joao Leon
- Assistente tecnico:  Pedro Firtudaro
- Team manager:  Christian Lulano
- Preparatore atletico:  Sergio Youmatè
- Allenatore dei portieri:  Julio Arzu
- Dottore del team:  Luis Calix
- Fisioterapista:  Carlos Cabellero
- Massaggiatore:  Jaime Villegas

### Rosa
| N. |                     | Ruolo | Calciatore      |
| -- | ------------------- | ----- | --------------- |
| 1  | Honduras (bandiera) | P     | Kevin Hernández |
| 22 | Uruguay (bandiera)  | P     | Marcelo Macías  |
| 34 | Honduras (bandiera) | P     | Rafael Zúñiga   |
| 4  | Honduras (bandiera) | D     | Hilder Colón    |
| 19 | Honduras (bandiera) | D     | Johny Calderon  |
| 29 | Uruguay (bandiera)  | D     | Sergio Bica     |
| 13 | Honduras (bandiera) | D     | Maynor Martínez |
| 5  | Honduras (bandiera) | D     | Johny Rivera    |
| 18 | Honduras (bandiera) | D     | David Roura     |
| 21 | Honduras (bandiera) | D     | Daniel Tejeda   |
| 55 | Honduras (bandiera) | D     | Selvin Tinoco   |
| 16 | Honduras (bandiera) | C     | Juan Acevedo    |
| 28 | Honduras (bandiera) | C     | Henry Acosta    |

| N. |                     | Ruolo | Calciatore            |
| -- | ------------------- | ----- | --------------------- |
| 23 | Honduras (bandiera) | C     | Edder Delgado         |
| 7  | Honduras (bandiera) | C     | Mario Martínez        |
| 20 | Honduras (bandiera) | C     | Alfredo Mejía         |
| 12 | Honduras (bandiera) | C     | Gerson Rodas          |
| 25 | Honduras (bandiera) | C     | Clayvin Zuñiga        |
| 17 | Belize (bandiera)   | A     | Allan Lalín           |
| 11 | Honduras (bandiera) | A     | Luis Lobo             |
| 10 | Honduras (bandiera) | A     | Christian Martínez    |
| 8  | Uruguay (bandiera)  | A     | Julio Pablo Rodríguez |
| 6  | Honduras (bandiera) | A     | Jairo Puerto          |
| 15 | Honduras (bandiera) | A     | Diego Rodriguez       |
| 9  | Honduras (bandiera) | A     | Carlos Pavón          |

## Rosa 2005-2006
| N. |                     | Ruolo | Calciatore                |
| -- | ------------------- | ----- | ------------------------- |
| 2  | Honduras (bandiera) |       | Marlon Peña               |
| 4  | Honduras (bandiera) |       | Jorge Roberto Zaldivar    |
| 5  | Honduras (bandiera) |       | Elmer Marin               |
| 6  | Honduras (bandiera) |       | Jose Ramon Romero         |
| 7  | Honduras (bandiera) |       | Melvin Valladares         |
| 8  | Honduras (bandiera) |       | Moises David Salgado      |
| 9  | Honduras (bandiera) |       | Milton Omar Nuñez         |
| 10 | Honduras (bandiera) |       | Elkin Gonzalez            |
| 11 | Brasile (bandiera)  |       | Carlinho                  |
| 12 | Honduras (bandiera) |       | Samir Arzu                |
| 13 | Honduras (bandiera) |       | Maynor Alexander Martinez |
| 14 | Honduras (bandiera) |       | Rony Alexis Paz           |
| 15 | Honduras (bandiera) |       | Limber Perez              |
| 16 | Brasile (bandiera)  |       | Émerson Luiz Firmino      |
| 17 | Honduras (bandiera) |       | Allan Lalin               |
| 18 | Honduras (bandiera) |       | Jalmar Ariel Morales      |
| 19 | Honduras (bandiera) |       | Julio Cesar Suazo         |

| N. |                      | Ruolo | Calciatore                |
| -- | -------------------- | ----- | ------------------------- |
| 20 | Honduras (bandiera)  |       | Mario Cesar Rodriguez     |
| 21 | Honduras (bandiera)  |       | Eric Vallecillo           |
| 22 | Uruguay (bandiera)   |       | Marcelo Macias            |
| 23 | Honduras (bandiera)  |       | Miguel Alvarado           |
| 24 | Honduras (bandiera)  |       | Chanel Adonis Norales     |
| 25 | Honduras (bandiera)  |       | Yermy Adalberto Hernandez |
| 26 | Honduras (bandiera)  |       | Elder Vildad Valladares   |
| 27 | Honduras (bandiera)  |       | Maximiliano Padilla Lanza |
| 28 | Honduras (bandiera)  |       | Erick Josue Melendez      |
| 29 | Honduras (bandiera)  | P     | Yul Arzu                  |
| 30 | Argentina (bandiera) |       | Miguel Angel Farrera      |
| 31 | Honduras (bandiera)  |       | Carlos Roberto Morales    |
| 33 | Honduras (bandiera)  |       | Jose Luis Chirinos        |
| 34 | Honduras (bandiera)  |       | Fayron Rolando Barahona   |
| 35 | Honduras (bandiera)  |       | Mike Alexander Martinez   |
| 36 | Honduras (bandiera)  |       | Sergio Giovany Mendoza    |
| 37 | Honduras (bandiera)  |       | Walter Stephen Rice       |